# Дол (Бабушница)
Дол је насеље у Србији у општини Бабушница у Пиротском округу. Према попису из 2022. било је 12 становника.

## Прошлост
Дол је 1901. године село у Моклишкој општини, Белопаланачком срезу и Пиротском округу. Године 1904. дефинисана је Долска општина, у коју су ушли села Дол, Клење и Букоровац који су се одвојили од Моклишта.
У међуратном периоду у месту је истурено одељење са једном учитељском снагом, Државне народне школе са седиштем у Букуровцу.

## Демографија
У насељу Дол живи 80 пунолетних становника, а просечна старост становништва износи 64,0 година (66,0 код мушкараца и 62,0 код жена). У насељу има 47 домаћинстава, а просечан број чланова по домаћинству је 1,74.
Ово насеље је у потпуности насељено Србима (према попису из 2002. године).
|  |

| Демографија | Демографија | Демографија |
| Година      | Становника  | Становника  |
| ----------- | ----------- | ----------- |
| 1948.       | 539         |             |
| 1953.       | 566         |             |
| 1961.       | 548         |             |
| 1971.       | 414         |             |
| 1981.       | 276         |             |
| 1991.       | 160         | 160         |
| 2002.       | 82          | 82          |
| 2011.       | 45          |             |
| 2022.       | 12          |             |

| Етнички састав према попису из 2002.‍ | Етнички састав према попису из 2002.‍ | Етнички састав према попису из 2002.‍ | Етнички састав према попису из 2002.‍ | Етнички састав према попису из 2002.‍ |
| ------------------------------------ | ------------------------------------ | ------------------------------------ | ------------------------------------ | ------------------------------------ |
|                                      |                                      |                                      |                                      |                                      |
| Срби                                 | Срби                                 |                                      | 82                                   | 100,0%                               |

| Година пописа     | 1948. | 1953. | 1961. | 1971. | 1981. | 1991. | 2002. |
| ----------------- | ----- | ----- | ----- | ----- | ----- | ----- | ----- |
| Број домаћинстава | 89    | 97    | 101   | 103   | 93    | 74    | 47    |

| Број чланова      | 1  | 2  | 3 | 4 | 5 | 6 | 7 | 8 | 9 | 10 и више | Просек |
| ----------------- | -- | -- | - | - | - | - | - | - | - | --------- | ------ |
| Број домаћинстава | 19 | 23 | 3 | 2 | 0 | 0 | 0 | 0 | 0 | 0         | 1,74   |

| Пол    | Укупно | Неожењен/Неудата | Ожењен/Удата | Удовац/Удовица | Разведен/Разведена | Непознато |
| ------ | ------ | ---------------- | ------------ | -------------- | ------------------ | --------- |
| Мушки  | 41     | 3                | 29           | 9              | 0                  | 0         |
| Женски | 40     | 6                | 24           | 10             | 0                  | 0         |
| УКУПНО | 81     | 9                | 53           | 19             | 0                  | 0         |

| Пол    | Укупно                    | Пољопривреда, лов и шумарство | Рибарство                            | Вађење руде и камена | Прерађивачка индустрија       |
| ------ | ------------------------- | ----------------------------- | ------------------------------------ | -------------------- | ----------------------------- |
| Мушки  | 25                        | 24                            | 0                                    | 0                    | 1                             |
| Женски | 19                        | 19                            | 0                                    | 0                    | 0                             |
| УКУПНО | 44                        | 43                            | 0                                    | 0                    | 1                             |
| Пол    | Производња и снабдевање   | Грађевинарство                | Трговина                             | Хотели и ресторани   | Саобраћај, складиштење и везе |
| Мушки  | 0                         | 0                             | 0                                    | 0                    | 0                             |
| Женски | 0                         | 0                             | 0                                    | 0                    | 0                             |
| УКУПНО | 0                         | 0                             | 0                                    | 0                    | 0                             |
| Пол    | Финансијско посредовање   | Некретнине                    | Државна управа и одбрана             | Образовање           | Здравствени и социјални рад   |
| Мушки  | 0                         | 0                             | 0                                    | 0                    | 0                             |
| Женски | 0                         | 0                             | 0                                    | 0                    | 0                             |
| УКУПНО | 0                         | 0                             | 0                                    | 0                    | 0                             |
| Пол    | Остале услужне активности | Приватна домаћинства          | Екстериторијалне организације и тела | Непознато            | Непознато                     |
| Мушки  | 0                         | 0                             | 0                                    | 0                    | 0                             |
| Женски | 0                         | 0                             | 0                                    | 0                    | 0                             |
| УКУПНО | 0                         | 0                             | 0                                    | 0                    | 0                             |